# Баверан
Баверан (фр. Baverans) насеље је и општина у источној Француској у региону Франш-Конте, у департману Јура која припада префектури Доле.
По подацима из 2011. године у општини је живело 460 становника, а густина насељености је износила 134,9 становника/km². Општина се простире на површини од 3,41 km². Налази се на средњој надморској висини од 210 метара (максималној 237 m, а минималној 201 m).

## Демографија
| 1962. | 1968. | 1975. | 1982. | 1990. | 1999. | 2011. |
| ----- | ----- | ----- | ----- | ----- | ----- | ----- |
| 212   | 220   | 267   | 294   | 319   | 323   | 460   |

График промене броја становника у току последњих година